# هارالد سفردروب
هارالد سفردروب (بالنرويجية: Harald Ulrik Sverdrup)‏ (و. 1888 – 1957 م) هو عالم محيطات، وعالم أرصاد جوية، وأستاذ جامعي نرويجي، كان عضوًا في الأكاديمية النرويجية للعلوم والآداب، والأكاديمية الأمريكية للفنون والعلوم، توفي في أوسلو، عن عمر يناهز 69 عاماً.

## التعليم
تعلم في جامعة أوسلو.

## جوائز
حصل على جوائز منها:
- ميدالية وليام بووي (1951)
- ميدالية الراعي  [لغات أخرى]‏ (1950)[13]
- ميدالية ألكسندر أغاسيز (1938)
- Vega Medal  [لغات أخرى]‏ (1930)
- Carl-Ritter-Medal  [لغات أخرى]‏ (1928)
- وسام القديس أولاف.

## روابط خارجية
- هارالد سفردروب على موقع الموسوعة البريطانية (الإنجليزية)
- هارالد سفردروب على موقع مونزينجر (الألمانية)